# Xiang Yang
Xiangzhong "Jerry" Yang (China, 31 juli 1959 – Boston, 5 februari 2009) was een Amerikaans wetenschapper in de biotechnologie en een prominent verdediger van het stamcelonderzoek.
In 1999 was hij de schepper van het eerste gekloonde huisdier in de Verenigde Staten, een koe met de naam "Amy". Hij werd geboren en groeide op in China. In 1983 week hij uit naar de Verenigde Staten, waar hij zijn doctoraat behaalde aan de Cornell University en er ook onderzoeker werd. In 1996 ging hij naar de "University of Connecticut" en in 2001 werd hij daar benoemd tot directeur van het "Centrum voor Regeneratieve Biologie". In 1996 werd bij Yang kanker aan de speekselklier ontdekt en hij stierf in februari 2009.